# Bembidion arenobile
Bembidion arenobile es una especie de escarabajo del género Bembidion, familia Carabidae. Fue descrita científicamente por Maddison en 2008.
Habita en América del Norte.